# چارنوچین (استان اوپوله)
چارنوچین (به لهستانی:  Czarnocin) یک روستا در لهستان است که در گمینا لشنگتسا واقع شده‌است. چارنوچین ۱۷۰ نفر جمعیت دارد.